# Владислав Легницкий
Владислав Легницкий (пол. Władysław legnicki, нем. Wladislaus von Liegnitz; 6 июня 1296 — после 13 января 1352) — князь Вроцлавский и Легницкий в 1296—1311 годах (вместе с братьями), затем князь Легницкий в 1311—1312 годах .

## Биография
Представитель Силезской линии польской династии Пястов. Третий (младший) сын князя вроцлавского Генриха V Брюхатого (1245/1250 — 1296) и Елизаветы Калишской (1261/1263 — 1304), дочери князя Великопольского Болеслава II Набожного. Владислав родился за три месяца после смерти своего отца. Первоначально Владислав вместе со взрослыми братьями Болеславом и Генрихом находился под опекой их дяди, князя Яворского Болько Сурового, затем епископа Вроцлавского Генриха Вержбны и, наконец, короля Чехии и Польши Вацлава II.
Болеслав III Расточитель, старший из братьев, не желая дробить отцовское княжество, готовил своего младшего брата Владислава к духовной карьере и добился его рукоположения в сан субдиакона, но в 1311 году младшие братья Владислав и Генрих Добрый добились от Болеслава выделения для них отдельных уделов. Вроцлавско-Легницкое княжество было разделено на три части: Вроцлавское, Легницкое и Бжегское княжества. Самым бедным из них было Бжегское княжество, поэтому правитель Бжега должен был получить от остальных братьев по 25 000 гривен серебра. Болеслав III Расточитель, как старший из трех братьев, имел право первого выбора и неожиданно избрал для себя более бедный Бжег, рассчитывая благодаря полученной денежной сумме обеспечить Бжегу финансовую стабилизацию. Владислав стал князем Легницким.
Правление Владислава продолжалось только один год, так как он не смог выплатить Болеславу положенные 25 000 гривен, и в 1312 году старший брат забрал Легницкое княжество себе. Но официально предлогом для отстранения от власти стало психическое заболевание Владислава. В 1314 году Владислав покинул отцовские владения за сумму, которую он когда-то сам не смог выплатить старшему брату Болеславу — 25 000 гривен. С этого момента Владислав при поддержки братьев занялся духовной карьерой, он получил назначение каноником во Вроцлав.
Следующий важный поворот в жизни Владислава произошел в 1325 году, когда он уехал в Мазовию, где, нарушая церковные обеты, женился на Анне, дочери князя Болеслава II Мазовецкого. Однако после трех лет (1328 год), в течение которых он безуспешно боролся, чтобы получить приданое от братьев Анны, Владислав оставил свою жену и вернулся в Силезию. Официальное расторжение брака произошло годом позже, около 13 января 1329 года.
В 1329 году Владислав Легницкий продал свои права на княжество чешскому королю Иоганну Люксембургскому. Этот факт поставил в очень неудобное положение его старшего брата Болеслава III Расточителя, который стал испытывать давление со стороны чешского короля. 9 мая 1329 года Болеслав был вынужден принести ленную присягу на верность королю Чехии Иоганну Люксембургскому. Свидетелем этого акта, вероятно, также был Владислав, который вместе с Иоганном Люксембургским участвовал в походе через Литву против Тевтонского ордена.
Деньги, полученные Владиславом от короля Иоганна Люксембургского, быстро закончились. После своего возвращения из Пруссии в Силезию Владислав внезапно захватил замок Роговец, откуда во главе вооруженного отряда стал совершать грабительские набеги на владения старшего брата. В конце концов он был взят в плен и больше полугода провел в подземельях Легницкого замка, откуда он был освобожден только благодаря посредничеству другого брата, князя Вроцлавского Генриха VI. После своего освобождения Владислав, несмотря на обещанную высокую пенсию от братьев, пытался вернуться к прежней жизни. Вторично он был взят в плен и провел в тюрьме более года.
После своего освобождения из заключения Владислав стал жалким подобием человека. Во время заключения его психическое заболевание обострилось.
Болеслав Расточитель решил взять младшего брата под свою опеку. Последние годы жизни Владислав провел в Силезии под пристальным наблюдением. Точная дата его смерти неизвестна, известно только то, что он пережил обоих своих братьев, а день его смерти — 11 января.